# Bulbophyllum kempfii
Bulbophyllum kempfii là một loài phong lan thuộc chi Bulbophyllum.